# Adrie Zwartepoorte
Adriaan "Adrie" Zwartepoorte (Den Helder, 18 oktober 1917 – Amstelveen 24 maart 1991) was een Nederlandse baanwielrenner. 
Hij nam deel aan de Olympische Zomerspelen van 1936, waar hij samen met Chris Kropman, Gerrit van Wees en Ben van der Voort dertiende werd op de ploegenachtervolging.
Zwartepoorte won in 1940 het Nederlands kampioenschap stayeren. Hij was een van de weinige Nederlandse wielrenners die, toen Nederland bezet werd door Nazi-Duitsland, met sporten stopte om zo niet voor de bezetters te hoeven te rijden.
Bij de Olympische Zomerspelen van 1968 in Mexico was Zwartepoorte chef d'equipe van de Nederlandse wielerploeg. Hij had een meubelhandel op de Nieuwendijk in Amsterdam. 